# Arvo Salo

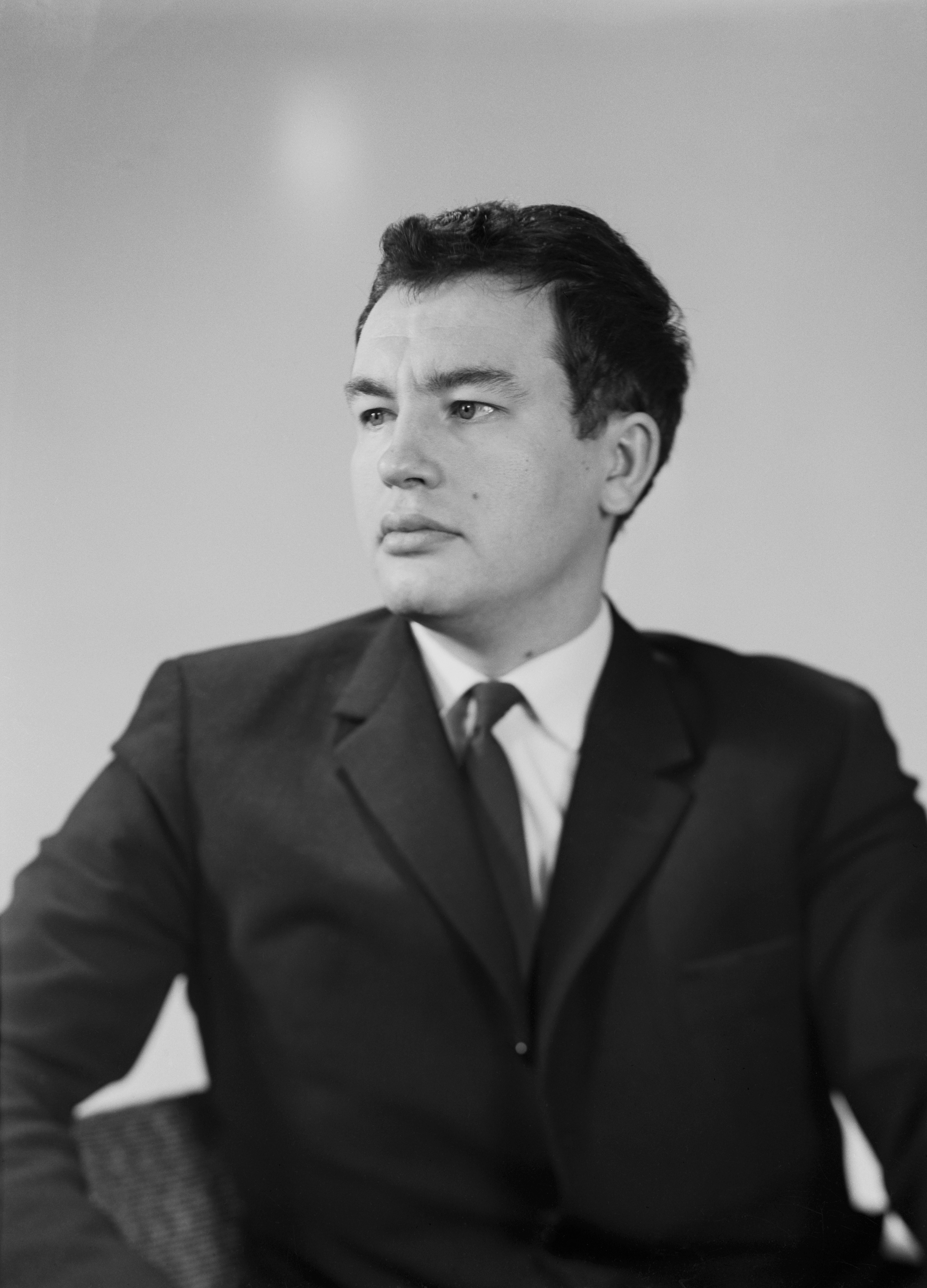
Arvo Salo år 1961.

Arvo Jaakko Henrik Salo, född 2 maj 1932 i Sastmola, död 9 juli 2011 i Sastmola, var en finländsk socialdemokratisk politiker, journalist och författare. Han var ledamot av Finlands riksdag 1966–1970 och 1979–1983. Som minister i undervisningsministeriet (kulturminister) tjänstgjorde han i Regeringen Sorsa III 1982–1983.
Som författare var han mest känd för texten till Lappo-operan (1966) som var en milstolpe för den radikala teatern i Finland. Han blev först känd för sin journalistiska verksamhet som chefredaktör för Ylioppilaslehti och fick ta emot Eino Leino-priset redan år 1964.